# 巴迪亚-德尔巴列斯
巴迪亚-德尔巴列斯，是西班牙加泰罗尼亚巴塞罗那省的一个市镇。总面积1平方公里，总人口14714人（2001年），人口密度14714人/平方公里。